# Nueva Guinea
Nueva Guinea è un comune del Nicaragua facente parte della Regione Autonoma della costa caraibica meridionale.